# Alec Newman

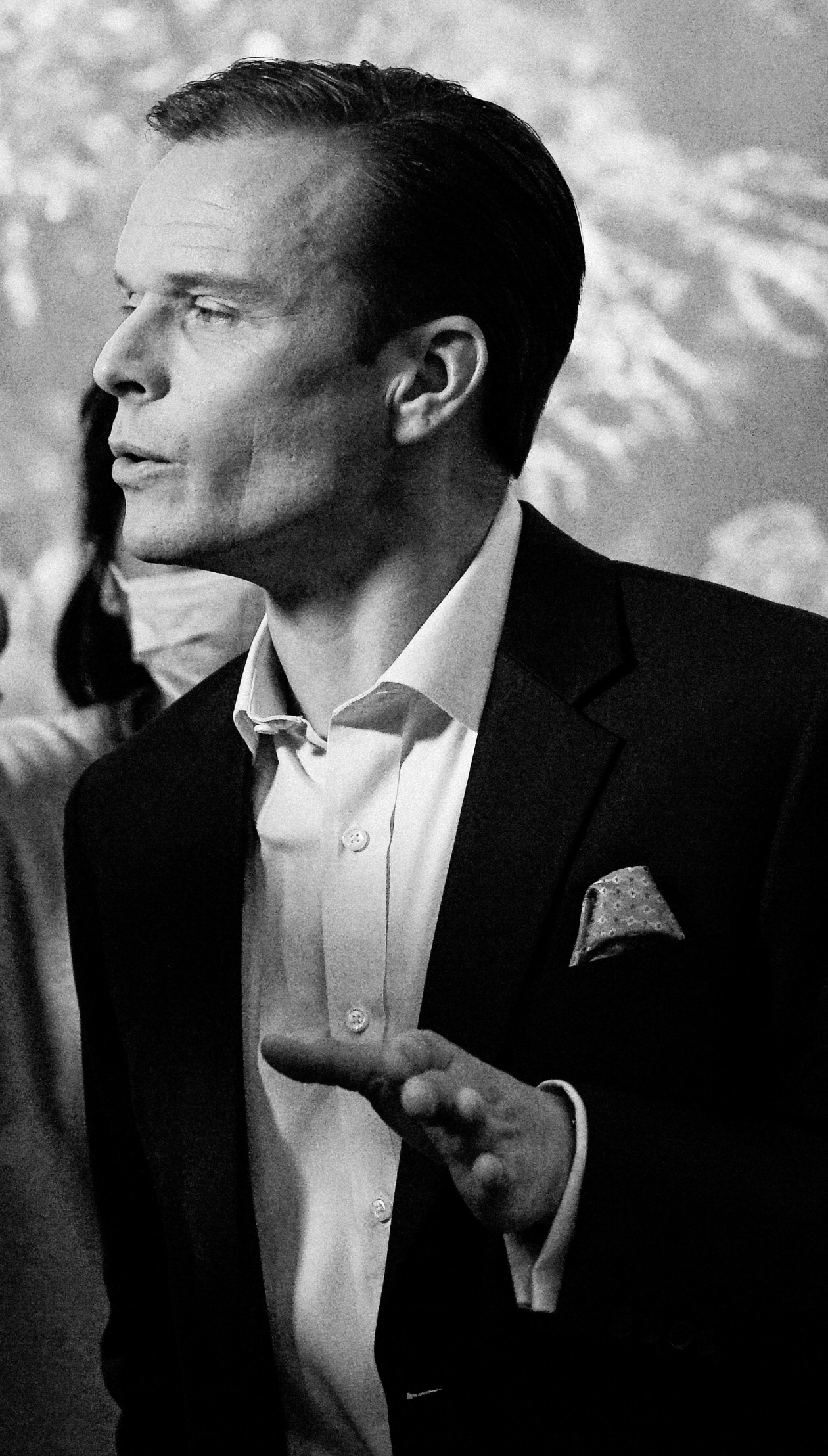
Alec Newman, 2017

Mark Alexander „Alec“ Newman (* 27. November 1974 in Glasgow) ist ein schottischer Theater- und Filmschauspieler.

## Leben
Newman wurde als Sohn von Sandy Newman, einem Mitglied der schottischen 1970er-Jahre-Musikgruppe The Marmalade, in Glasgow, Schottland geboren. Seine Familie zog drei Jahre später nach London um, wo er ein begeisterter Fußballspieler wurde. Eine angestrebte Profikarriere musste er nach einem folgenreichen Beinbruch aufgeben.
Mit 17 trat Newman erstmals am National Youth Theatre auf, wo aus seinen zahllosen Rollen, vor allem seine Darstellung des Iago in Shakespeares Othello, hervorstach. Es folgten weitere Theaterauftritte und Gastrollen in zahlreichen britischen Fernsehserien, die zu seinem ersten größeren Filmauftritt in Greenwich Mean Time (1999) führten, für die er durchweg sehr positive Kritiken erhielt.
Zunächst kehrte Newman zum Theater zurück und spielte in Plenty mit Cate Blanchett und in einer Neuaufführung von Max Frischs Andorra. Es folgten erste Hauptrollen in internationalen Filmproduktionen wie Dune – Der Wüstenplanet (2000) und Frankenstein (2004) mit Donald Sutherland und Julie Delpy. Die Rolle des Paul Atreides spielte er auch in der Fortsetzung Children of Dune (2003), in der er den Vater von James McAvoys Charakter spielt; im britischen Komödiendrama Bright Young Things aus demselben Jahr spielen sie Gleichaltrige. Auch in amerikanischen TV-Serien wie Angel – Jäger der Finsternis und Star Trek: Enterprise hat er wiederkehrende Gastrollen.
Alec Newman lebt heute im Norden von London und entwickelt sich zu einem immer gefragteren Bühnenschauspieler, ohne dass er dabei auf eine Filmkarriere verzichtet.

## Filmografie (Auswahl)
- 1997: Rag Nymph
- 1997: The Moth
- 1998, 2010: Gerichtsmediziner Dr. Leo Dalton (Silent Witness, Fernsehserie, 4 Folgen)
- 1999: G:MT – Greenwich Mean Time
- 2000: Murder Rooms
- 2000: Dune – Der Wüstenplanet (Frank Herbert’s Dune, Miniserie)
- 2002: Long Time Dead
- 2002: Night Flight
- 2003: Angel – Jäger der Finsternis (Angel, Fernsehserie, 2 Folgen)
- 2003: Bright Young Things
- 2003: Children of Dune (Fernsehdreiteiler, alle Folgen)
- 2003: The Principles of Lust
- 2003: The Death of Klinghoffer
- 2004: Die Kreatur – Gehasst und gejagt (Frankenstein, Miniserie)
- 2004: Star Trek Enterprise Staffel 4, (Borderland, Coldstation 12, Die Augments)
- 2005: Constellation
- 2005: Staring at the Sun
- 2005: Four Corners of Suburbia
- 2006: The Gene Generation
- 2006: Moonlight Serenade
- 2007: The Fifth Patient
- 2011: A Lonely Place to Die – Todesfalle Highlands (A Lonely Place to Die)
- 2014: Rogue (Fernsehserie, 10 Folgen)
- 2014: Lewis – Der Oxford Krimi (Lewis, Fernsehserie, 2 Folgen)
- 2015: The Bastard Executioner (Fernsehserie, 6 Folgen)
- 2018: Outlander (Fernsehserie, 1 Folge)
- 2020: Call the Midwife – Ruf des Lebens (Call the Midwife, Fernsehserie, 1 Folge)
- 2021: Mord auf Shetland (Shetland, Fernsehserie, 5 Folgen)
- 2022: Chevalier
- 2023: The Boys in the Boat
- 2024: Winnie the Pooh: Blood and Honey 2